# Derrick Deese

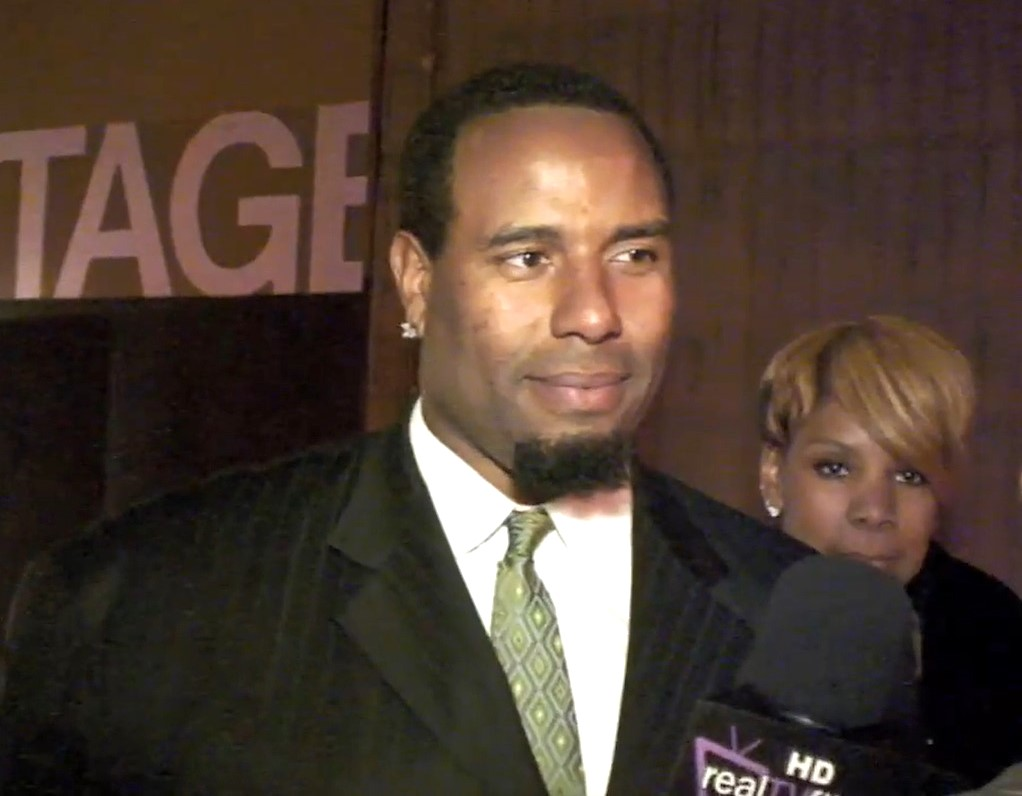
Imagem do ex-jogador de futebol americano estadunidense Derrick Deese.

Derrick Deese é um ex-jogador profissional de futebol americano estadunidense que foi campeão da temporada de 1994 da National Football League jogando pelo San Francisco 49ers.